# Нектаринка лимонногруда
Нектари́нка лимонногруда (Leptocoma zeylonica) — вид горобцеподібних птахів родини нектаркових (Nectariniidae). Мешкає в Південній Азії.

## Опис

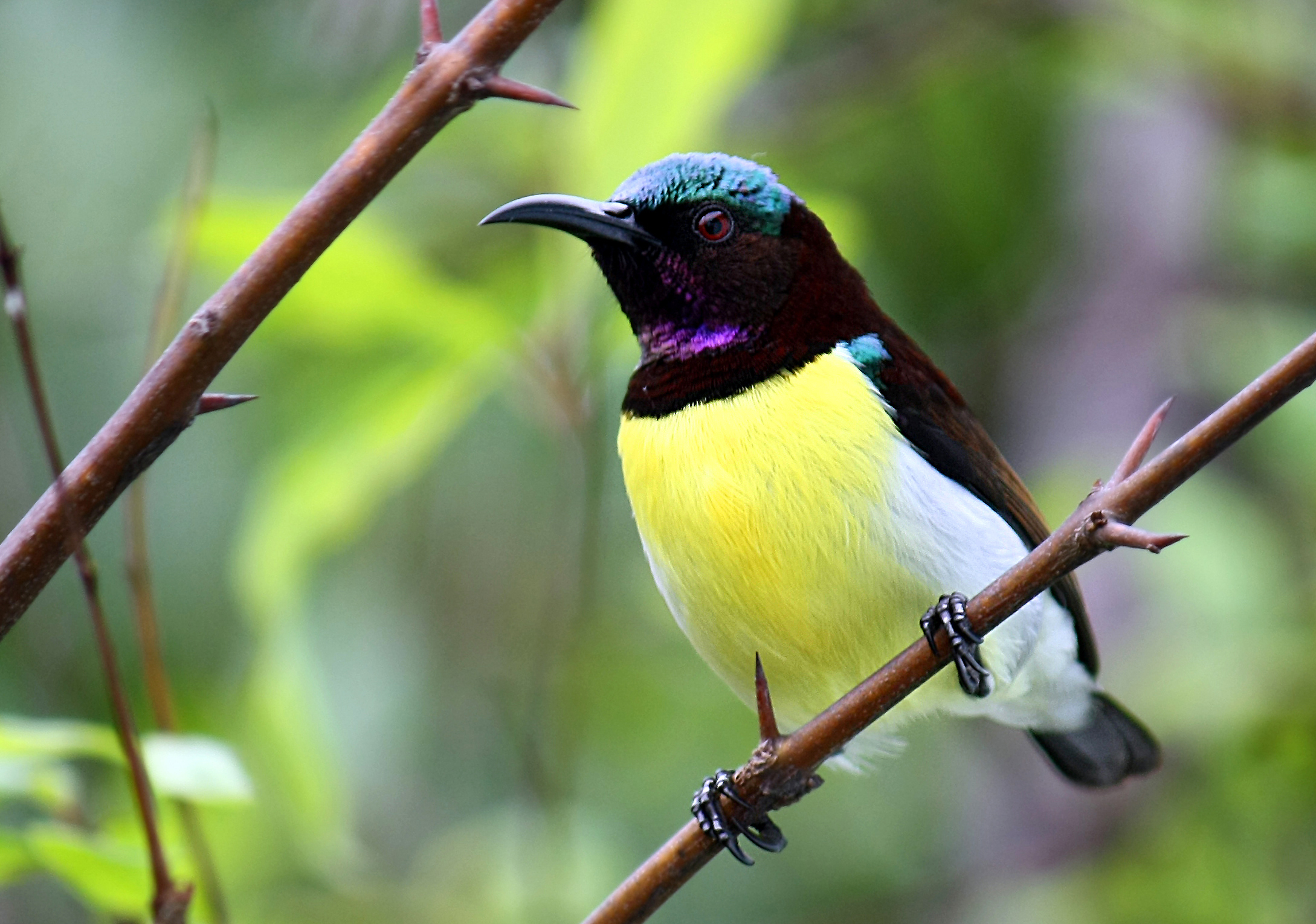
Самець лимонногрудої нектарки

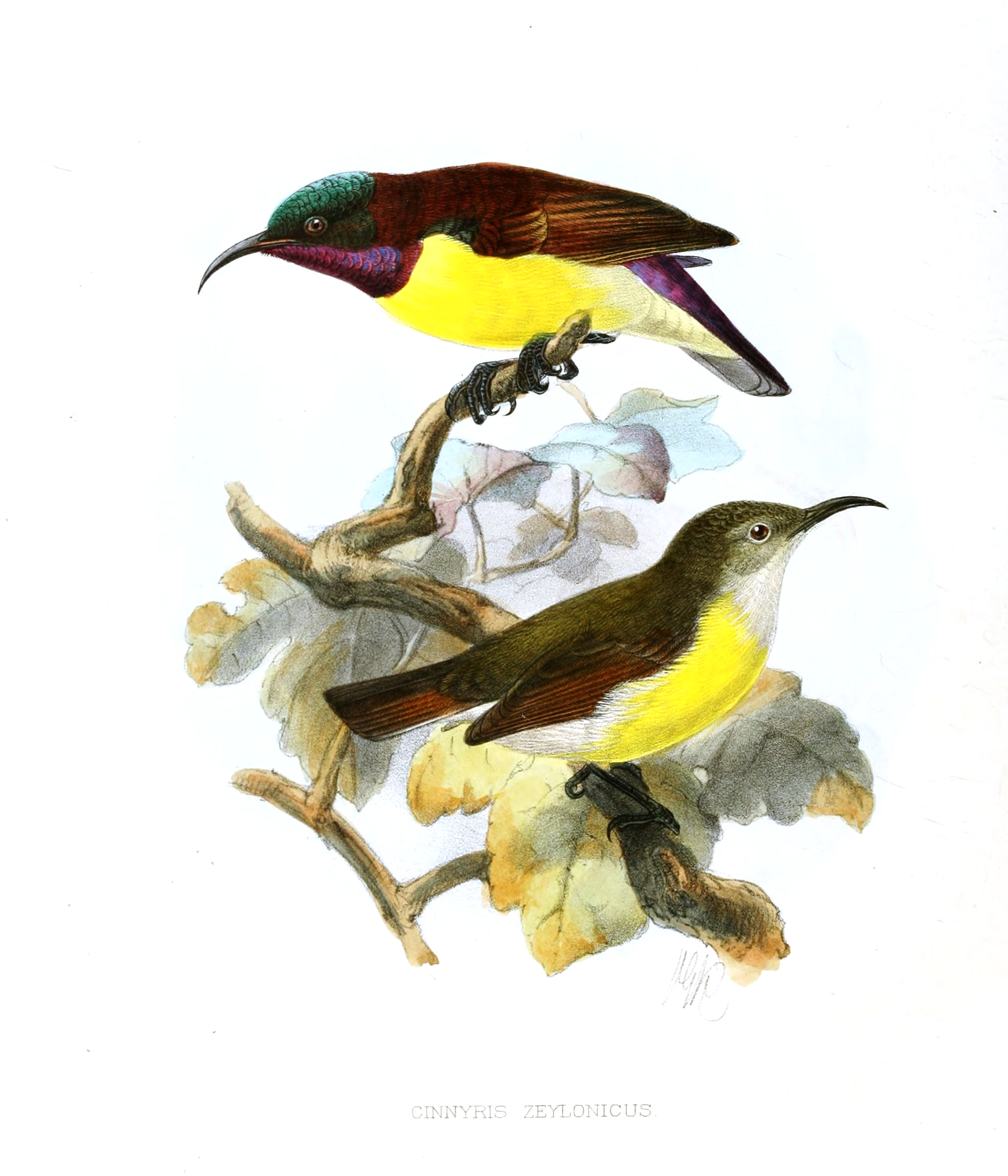
Лимонногруді нектарки

Довжина птаха становить 10 см. Виду притаманний статевий диморфізм. У самців верхня частина тіла темно-бордова. Тім'я синьо-зелене, металево-блискуче, на плечах яскраво-зелені плямки, на надхвісті фіолетово-пурпурова пляма. зазвичай прихована крилами. Нижня частина тіла лимонно-жовта, гузка білувата, верхня частина грудей темно-бордова, на горлі фіолетово-пурпурова пляма. Очі червонуваті. У самиць верхня частина тіла оливкова або коричнева. Горло біле, нижня частина тіла жовтувата. Верхні покривні пера хвоста чорні, над очима малопомітні світлі «брови».

## Підвиди
Виділяють два підвиди:
- L. z. flaviventris (Hermann, 1804) — півострів Індостан;
- L. z. zeylonica (Linnaeus, 1766) — Шрі-Ланка.

## Поширення і екологія
Лимонногруді нектаринки поширені в Індії до Гуджарату на заході і до Ассаму та Мегхалаї на сході, а також в Бангладеш і на Шрі-Ланці. Кілька разів спостерігалися у М'янмі. Вони живуть у сухих і вологих тропічних лісах, рідколіссях і чагарникових заростях, в саванах, на полях, в парках і садах.

## Поведінка
Лимонногруді нектаринки живляться нектаром, а також комахами. Є важливими запилювачами рослин Bruguiera, Woodfordia, Hamelia і Sterculia. Розмножуються протягом всього року, однак переважно під час сезону дощів. В кладці 2 яйця. Інкубаційний період триває 14-16 днів, насиджують і самиці, і самці. Пташенята покидають гніздо на 17 день після вилуплення. Спостерігалися випадки колективного догляду за пташенятами. За сезон може вилупитися 2 виводки. Лимонногруді нектаринки іноді стають жертвами гніздового паразитизму малих кукавок.